# Корисні копалини Намібії
Корисні копалини Намібії.

## Загальна характеристика
Намібія багата корисними копалинами. Найважливіші з них — алмази, уран, мідь, свинець, вольфрам, цинк, олово, срібло, золото, пірит, марганець, флюорит і інші (див. табл. 1).
Таблиця 1. — Корисні копалини Намібії станом на 1999 р.
| Корисні копалини                       | Запаси       | Запаси   | Вміст корисного компоненту в рудах, % | Частка у світі, % |
| Корисні копалини                       | Підтверджені | Загальні | Вміст корисного компоненту в рудах, % | Частка у світі, % |
| Алмази, млн кар. -природних -ювелірних |              | 13 12,5  |                                       | 1,1 2,8           |
| Вольфрам, тис. т                       | 2            | 4        | 0,3 (WO3)                             | 0,1               |
| Залізні руди, млн т                    | 400          | 1450     | 43 (Fe)                               | 0,2               |
| Золото, т                              | 22           | 32       | 2,2 г/т                               |                   |
| Марганцеві руди, млн т                 | 4            | 4        | 43 (Mn)                               | 0,1               |
| Мідь, тис. т                           | 3715         | 4005     | 2,3 (Cu)                              | 0,6               |
| Молібден, тис. т                       | 9            | 9        |                                       | 0,1               |
| Олово, тис. т                          | 50           | 70       |                                       |                   |
| Плавиковий шпат, млн т                 | 1,86         | 3        | 55 (CaF2)                             | 1                 |
| Природний горючий газ, млрд м3         | 85           |          |                                       | 0,1               |
| Свинець, тис. т                        | 217          | 362      | 3,1(Pb)                               | 0,2               |
| Срібло, т                              | 2000         | 2500     | 120 г/т                               | 0,4               |
| Стибій, тис. т                         | 1            | 1        |                                       |                   |
| Цинк, тис. т                           | 290          | 630      | 4,2 (Zn)                              | 0,1               |
| Уран, тис. т                           | 156          | 245      | 0,11                                  | 6,2               |

## Окремі види корисних копалин
Алмази. За ресурсами алмазів країна займає 2-е місце в Африці і світі (після Ботсвани, 1999).  Розсипи алмазів сконцентровані на узбережжі Атлантичного океану, особливо на ділянці від Людеріца до гирла р. Оранжевої, а також в прилеглій зоні шельфу. Морські підводні розсипи Намібії (весь континентальний шельф) являють собою частину величезної алмазоносної розсипної провінції Південно-Західної Африки, яка розташована під сучасним рівнем Атлантичного океану в р-ні гирла р. Оранжевої. Загальна протяжність провінції перевищує 1400 км — від Кейптауна і гирла р. Оліфантс (Olifants) на півд.-сході до Берега Скелетів на півн. заході. Протяжність намібійської частини цієї смуги з промисловою алмазоносністю становить близько 600 км.
У 2002–2003 рр. канадська компанія Afri-Can Marine Minerals Corp. відкрила в Намібії одне з найбільших морських родовищ алмазів. В межах своєї морської підводної концесії протяжністю 25 миль північніше за Людеріца в 2000 р компанія виявила 107 алмазів загальною вагою 16.5 кар. У межах концесії були виявлені також дві інші алмазоносні території, площа яких більш ніж вдвічі перевищує площу концесії Маршалл-Форк (Marshall Fork) компанії Diamond Fields International, ресурси якої оцінюються в 1.1 млн кар. [Rapaport TradeWire].
У країні розташовані найбільші у світі алмазні копальні Оріндж-Маута.
Металічні корисні копалини. У районах Рехобота і Свакопмунда виявлене золото. Майже 90 % розвіданих запасів кольорових металів зосереджено на північному сході країни (Цумей, Хрутфонтейн, Отаві). Місцеві руди відрізняються високим вмістом свинцю, цинку, міді, кадмію і ґерманію. Тут були уперше знайдені як супутні мінерали райнерит, цумебит і штоттит, що володіють напівпровідниковими властивостями.
У районі Абенаба, північніше за Хрутфонтейна, знаходиться одне з найбільших у світі родовищ ванадієвих руд із запасами 16 тис. т. В районі Карібіба і у південного кордону країни є родовища берилієвих і літієвих руд, в Каоко — залізняку (загальні запаси 400 млн т), а в Очиваронго — марганцевих (5 млн т).
Уран. За ресурсами і підтвердженими запасами урану країна займає 1-е місце в Африці і одне з провідних місць у світі (1999).
Дорогоцінні камені. У ряді районів (Карібіба, Омаруру, Свакопмунд) знаходяться родовища дорогоцінних і напівдорогоцінних каменів — турмаліну, аквамарину, агату, топазу.